# Polže
Polže so razloženo naselje podeželskega značaja v severnem, gričevnatem delu Celjske kotline, ki upravno spada v Občino Vojnik oz. krajevno skupnost Nova Cerkev. 
Naselje se nahaja v dolini reke Hudinje in njenega pritoka Dobrnice, ter na vznožju slemena severno nad njo. V bližini poteka lokalna cesta, ki povezuje Novo Cerkev z Dobrno. Spodnje Polže so v dolini, Zgornje Polže in zaselek Strmec pa nad njo. 
Največja znamenitost naselja je starodavni Soržev vodni mlin, ob njem so še 200 let stara, vendar še delujoča žaga venecijanka, čebelnjak in mlinarjeva hiša. Domačija je učna in turistična kmetija.

## Prebivalstvo
Etnična sestava 1991:
- Slovenci: 127 (99,2 %)
- Neznano: 1